# La isla de Giovanni
La isla de Giovanni (ジョバンニの島 Joban'ni no shima?) es una película japonesa de 2014 dirigida por Mizuho Nishikubo y producida por Production I.G y coproducida y presentada por Japan Association of Music Enterprises.

## Premisa
La historia sigue a dos hermanos, Junpei y Kanta, que viven en la isla de Shikotan, poco después de la Segunda Guerra Mundial.

## Elenco
- Masachika Ichimura como Tatsuo Senō.
- Yukie Nakama como Sawako.
- Kanako Yanagihara como Micchan.
- Yūsuke Santamaria como Hideo.
- Kōta Yokoyama como Junpei Senō.
- Junya Taniai como Kanta Senō.
- Polina Ilyushenko como Tanya.
- Saburo Kitajima como Genzō Senō.
- Hiroshi Inuzuka como Chief.
- Kaoru Yachigusa como Sawako (Presente).
- Tatsuya Nakadai como Junpei Senō (Presente).